# Brownsburg-Chatham
Brownsburg-Chatham är en stad (kommun av typen ville) i provinsen Québec i Kanada. Den ligger i regionen Laurentides, i den sydöstra delen av landet, 100 km öster om huvudstaden Ottawa. Kommunen bildades 1999 genom sammanslagning av bykommunen Brownsburg och kantonen Chatham, och blev stad tre år senare. Tätorten (centre de population) har behållit namnet Brownsburg.